# Abraham Zacuto
Abraham Zacuto, eigenlijk Abraham ben Samuel Zacut (Salamanca,  1450 – Jeruzalem, 1514/1515) was een Sefardische astronoom, astroloog, wiskundige, historicus en rabbijn.

## Leven
Zacuto was professor aan de Universiteit van Zaragoza, maar verloor zijn positie en woonplaats bij de verdrijving van de Joden uit Spanje. Hij verhuisde naar Portugal en werd daar koninklijk astronoom in dienst van koning Johan II. In 1497 verdreef de nieuwe koning Manuel I de Joden ook uit Portugal, terwijl hij later de havens sloot om hen het vertrek te beletten. Zacuto weigerde zich te bekeren, werd vermoedelijk enige tijd opgesloten, en vluchtte ten laatste in het voorjaar van 1498 naar Fez en vervolgens naar Tlemcen en Tunis. Ook daar was hij niet vrij van Jodenvervolgingen, zodat hij verder trok naar het Ottomaanse Rijk. Na zijn overlijden werd in Damascus een grafrede uitgesproken die bewaard is.

## Werk
Zacuto stelde planetentafels op waarmee vooraf de posities van planeten konden worden berekend. Deze Hebreeuwse Hibbour Gadol werd door zijn leerling José Vizinho vertaald. De Spaanse versie werd in 1496 gedrukt in Portugal en de Latijnse vertaling Almanach perpetuum verscheen in 1502 in Venetië. Het was een belangrijk instrument voor de langeafstandsvaart. Er werd gebruik van gemaakt voor de Portugese ontdekkingen en ook Christoffel Columbus benutte een exemplaar.
Zacuto was de rabbijn van zijn gemeenschap en schreef Sefer Hayuhasin, een geschiedenis van het jodendom vanaf de schepping tot het jaar 1500. Dit boek verscheen in Tunis in 1504. In zijn Verhandeling over het einde voorspelde Zacuto dat de Joodse ballingschap ten einde zou komen in het jaar 5291 (1530/1531).

## Eerbetoon
In 1935 is de maankrater Zacut naar hem vernoemd en in Salamanca bestaat de Biblioteca Abraham Zacut.